# Neuroprotection

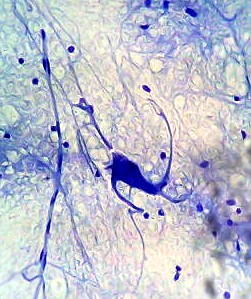
Neurones observés au microscope optique

La neuroprotection est le recours à certains moyens, principalement pharmacologiques, ayant montré une action protectrice des neurones ou favorable à l'intégrité du tissu nerveux dans une situation pathologique ou curative. Dans le contexte des maladies neurodégénératives ou des pathologies ischémiques cérébrales, un traitement neuroprotecteur est une démarche soucieuse de réduire le nombre de neurones détruits par l'agression aiguë ou chronique, qu'elle soit induite par une substance neurotoxique ou une manipulation génétique. L'avantage de l'approche neuroprotectrice par rapport aux traitements symptomatiques réside dans le fait qu'en arrêtant le processus de mort cellulaire dès l’apparition des symptômes, les situations de handicaps sévères peuvent être réduites.